# ONE NIGHT MAGIC 〜君だけのチャゲ&飛鳥〜
『ONE NIGHT MAGIC 〜君だけのチャゲ&飛鳥〜』（ワン・ナイト・マジック きみだけのちゃげあんどあすか）は、チャゲ＆飛鳥（現：CHAGE and ASKA）のライブ・ビデオ。1986年1月2日にVHS(ファンクラブ限定)で発売された。

## 概要
C&Aとしては初めてファンクラブ限定で発売された映像作品。
1986年に行ったコンサート「NEW YEAR EVENT ONE NIGHT MAGIC」の中から日本武道館の模様が収録されている。
「モーニングムーン」は当時は未発売曲だった。
「MIDNIGHT 2 CALL」はシブがき隊のカバー。この楽曲は後に改めてレコーディングされ、1988年7月21日に飛鳥涼のソロシングルとして発売された。
1987年にはその第二弾となる『WE SHALL RETURN! 〜君だけのチャゲ&飛鳥 PART II〜』が発売された。
本作は現在に至るまでDVDまたBlu-ray化がされておらず、一般販売が行われていない。

## 収録曲
1. SHAKIN' NIGHT
作詞・作曲：飛鳥涼
2. ボヘミアン
作詞・作曲：飛鳥涼
3. 誘惑のベルが鳴る
作詞：松井五郎　作曲：チャゲ
4. 流恋情歌
作詞・作曲：飛鳥涼
5. 終章 (エピローグ)
作詞：チャゲ・田北憲次　作曲：チャゲ
6. MIDNIGHT 2 CALL
作詞・作曲：飛鳥涼
7. マリア (Back To The City)
作詞：松本一起　作曲：チャゲ
8. 棘
作詞・作曲：飛鳥涼
9. 東京CARRY ON
作詞・作曲：飛鳥涼
10. モーニングムーン
作詞・作曲：飛鳥涼
11. 声を聞かせて
作詞・作曲：飛鳥涼